# Gare de Shinohara (Shiga)
La gare de Shinohara (篠原駅, Shinohara-eki) est une gare ferroviaire située à Ōmihachiman dans la préfecture de Shiga au Japon.

## Situation ferroviaire
La gare se trouve au point kilométrique (PK) 478,3 de la ligne principale Tōkaidō.

## Histoire
La gare a ouvert le 20 avril 1921.

## Service des voyageurs

### Accueil
La gare dispose d'un bâtiment voyageurs, avec guichets, ouvert tous les jours.

### Desserte
- Ligne Biwako :
  - voie 1 : direction Maibara, Nagahama et Ōgaki
  - voie 2 : direction Kyoto et Osaka